# Ołeksandr Humeniuk
Ołeksandr Anatolijowycz Humeniuk, ukr. Олександр Анатолійович Гуменюк (ur. 6 października 1976 w Chmielnickim, zm. 4 stycznia 2025 tamże) – ukraiński piłkarz, grający na pozycji bramkarza, trener piłkarski.

## Kariera piłkarska

### Kariera klubowa
Wychowanek SDJuSzOR Podilla Chmielnicki i od 1990 roku Dynamo Kijów. Pierwszy trener Mykoła Hrynewicz. W sezonie 1992/93 był na liście piłkarzy Podilla Chmielnicki, ale żadnego razu nie wyszedł na boisko. W 1993 rozpoczął karierę piłkarską w zespole Borysfen Boryspol, a w 1994 został powołany do wojska, gdzie bronił barw wojskowego klubu CSKA Kijów. Po zakończeniu służby w 1997 został piłkarzem Dnipra Dniepropetrowsk, a 30 maja 1997 debiutował w Wyższej Lidze w zremisowanym 2:2 meczu z Prykarpattia Iwano-Frankiwsk. To był jego jedyny mecz w składzie pierwszej drużyny, grał w drugiej drużynie oraz na zasadach wypożyczenia w klubach Metałurh Nowomoskowsk i Kremiń Krzemieńczuk. Latem 1998 wyjechał do Rosji, gdzie zasilił skład Czernomorca Noworosyjsk. Zagrał tylko raz i po pół roku powrócił do Ukrainy, gdzie bronił barw Dnipra Czerkasy. Na początku 2000 został zaproszony do Czornomorca Odessa. Występował również w drugiej drużynie. Podczas przerwy zimowej sezonu 2002/03 przeszedł do Wołyni Łuck, skąd został wypożyczony do Ikwy Młynów. Latem 2005 przeniósł się do Metalista Charków. W sierpniu 2007 występował w barwach Stali Dnieprodzierżyńsk, a we wrześniu powrócił do rodzimego miasta, broniąc barw Podillia-Chmelnyćkyj Chmielnicki. Po zakończeniu rundy jesiennej sezonu 2007/08 postanowił zakończyć karierę piłkarską, ale już jako asystent trenera zespołu Krymtepłycia Mołodiżne dwa razy bronił bramki klubu w oficjalnych meczach.

## Kariera trenerska
W 2008 rozpoczął karierę szkoleniową. Najpierw pomagał trenować bramkarzy w klubie Krymtepłycia Mołodiżne. Potem pracował w sztabie szkoleniowym juniorskiej reprezentacji Ukrainy. 1 marca 2014 został asystentem trenera w Bukowynie Czerniowce. Od 4 czerwca 2015 pełnił obowiązki głównego trenera Bukowyny.

## Sukcesy i odznaczenia

### Sukcesy klubowe
- wicemistrz Pierwszej Lihi Ukrainy: 2002